# Орден Орлиного креста
Орден Орлиного креста (эст. Kotkaristi teenetemärk) — государственная награда Эстонской Республики.
Учреждён в 1928 году Союзом обороны Эстонии в ознаменование десятой годовщины независимости Эстонии в качестве ведомственной награды за заслуги в деле защиты и повышения обороноспособности страны. С 1936 года — государственная награда за воинские заслуги, воинскую доблесть и заслуги в области обороны государства.

## История
К 1925 году в Союзе обороны Эстонии (Кайтселийте) встала проблема вознаграждения своих членов за их добровольное и бескорыстное служение делу обороны страны. Поскольку после «заморозки» Креста Свободы государственных наград в Эстонии не было, на заседании Центрального управления Кайтселийта 6 июня 1925 года был поднят вопрос о желательности создания собственных знаков отличия. Штабу Кайтселийта было предложено разработать это предложение. На заседании 21 января 1926 года Центральное управление приняло постановление о необходимости учреждения знаков отличия, которое прошло утверждение в Совете старейшин Кайтселийта 17 февраля, и в Центральной думе Кайтселийта 22 февраля 1926 года.
В течение 1927 года штаб Кайтселийта разработал статуты двух наград — знака отличия за заслуги перед страной и Кайтселийтом, получившего название «Орлиный крест», и знака за отличную службу в Кайтселийте (пока не имевшего названия). 13 января 1928 года в Центральном управлении и 24 января в Совете старейшин эти статуты были одобрены и направлены в правительство Эстонии с предложением утвердить их к приближающемуся юбилею — 10-летию создания Эстонской Республики. 17 февраля на заседании правительства статут Орлиного креста был утверждён и введён в действие, вопрос же о втором знаке был отложен.
Учреждённый Орлиный крест предназначался для вознаграждения как граждан Эстонии, так и иностранцев за особые заслуги как в военное, так и мирное время перед Эстонией или Кайтселийтом в деле защиты независимости Эстонии и повышении её обороноспособности. Орлиный крест состоял из пяти степеней, которые полагалось вручать последовательно, начиная с самой младшей степени (5-й), но при этом для старших трёх степеней было сделано исключение — их разрешалось вручать, минуя младшие степени. Иностранцам также разрешалось вручать Орлиный крест без соблюдения последовательности. Дважды одной и той же степенью награждения не производились, но при этом к имеющимся у награждённых знакам без мечей могли быть пожалованы дополнительно мечи за боевые заслуги (или заслуги в условиях, сопряжённых с риском для жизни).
Для решения вопросов награждения учреждался Совет Орлиного креста, состоявший из членов президиума Совета старейшин Кайтселийта, командующего Кайтселийтом и одного из членов Центрального управления Кайтселийта. Награждения производились в День независимости Эстонии (24 февраля) и в День Кайтселийта (26 июня).
Первым награждённым Орлиным крестом стал командир роты Выруской дружины Кайтселийта Август Тувик, удостоенный 14 июня 1928 года 5-й степени с мечами за задержание в ходе перестрелки вооружённого преступника. Первая официальная церемония вручения наград прошла 26 июня 1929 года, на которой Орлиным крестом были отмечены 149 граждан за свои заслуги в 1917—1920 годах во время службы в Самообороне (Омакайтсе), Кайтселийте и за участие в Освободительной войне. Крестами 1-й степени с мечами были награждены генерал Йохан Лайдонер и адмирал Йохан Питка, 1-й степени без мечей — Константин Пятс и генерал Эрнст Пыддер (последнему позже были дополнительно пожалованы мечи).
Всего до октября 1936 года Совет Орлиного креста утвердил 1869 награждений. Из них без мечей — 998 эстонцам и 811 иностранцам; с мечами — 55 эстонцам и 5 иностранцам. 1-й степенью с мечами было награждено 8 эстонцев и 2 иностранца (маршалы Маннергейм и Пилсудский).
7 октября 1936 года декретом Государственного старейшины Орлиный крест был введён в систему государственных орденов в качестве общегражданской награды за воинские заслуги, воинскую доблесть и заслуги в области обороны государства. Тогда же Законом о государственных наградах Эстонской Республики был утверждён новый статут ордена, по которому учреждались три дополнительные младшие степени — золотой, серебряный и железный кресты, соответствовавшие по статусу медалям других орденов. В иерархии эстонских наград орден Орлиного креста занял четвёртое место, после ордена Белой звезды и перед орденом Эстонского Красного Креста.
Указы о награждениях теперь подписывал глава государства. Командующий Кайтселийтом был включён в число членов Наградного комитета с правом голоса. Первые награждения новым орденом состоялись в День победы 23 июня 1937 года, когда им были отмечены 19 работников полиции и прокуратуры. Всего до июля 1940 года орденом всех степеней было награждено 1724 эстонца и 147 иностранцев, при этом все награждения были без мечей.
Вхождение Эстонии в состав СССР в 1940 году прекратило существование эстонских орденов. После восстановления в 1991 году независимости Эстонии орден Орлиного креста был возрождён Законом о наградах от 5 мая 1994 года в прежнем статусе. Первое награждение возрождённым орденом состоялось 16 февраля 1996 года — 2-й степенью ордена был отмечен бывший главнокомандующий Эстонской армией генерал Александер Эйнсельн.
Всего за два последовавших после возрождения ордена десятилетия состоялось более 1100 награждений орденом Орлиного креста всех степеней, из них 66 — с мечами, в том числе несколько посмертных награждений. Первые два награждения посмертно состоялись в 2004—2005 годах и были связаны с участием Эстонии в миссиях НАТО — золотыми крестами с мечами были отмечены военнослужащие эстонского батальона ESTPLA Андрес Нуйамяэ (погиб в Багдаде 28 февраля 2004; награждён 10 марта 2004) и Арре Иллензеэр (погиб в Багдаде 25 октября 2004; награждён 2 февраля 2005). В последующем ещё 9 эстонских военнослужащих из батальона ESTCOY, погибших в Афганистане в 2007—2011 годах, также были посмертно награждены золотыми крестами с мечами.
Три кавалера из награждённых после 1996 года были в последующем лишены награды решением президента Эстонии.

## Статистика награждений
| Степени:           | I   | II  | III | IV  | V   | Всего |
| ------------------ | --- | --- | --- | --- | --- | ----- |
| Гражданам Эстонии: | 45  | 24  | 187 | 191 | 606 | 1053  |
| Иностранцам:       | 123 | 133 | 289 | 172 | 99  | 816   |
| Всего:             | 168 | 157 | 476 | 363 | 705 | 1869  |

| Степени:           | I | II | III | IV  | V   | зк  | ск  | жк  | Всего |
| ------------------ | - | -- | --- | --- | --- | --- | --- | --- | ----- |
| Гражданам Эстонии: | 1 | 9  | 27  | 146 | 273 | 580 | 446 | 242 | 1724  |
| Иностранцам:       | 5 | 13 | 73  | 39  | 9   | 3   | —   | 5   | 147   |
| Всего:             | 6 | 22 | 100 | 185 | 282 | 583 | 446 | 247 | 1871  |

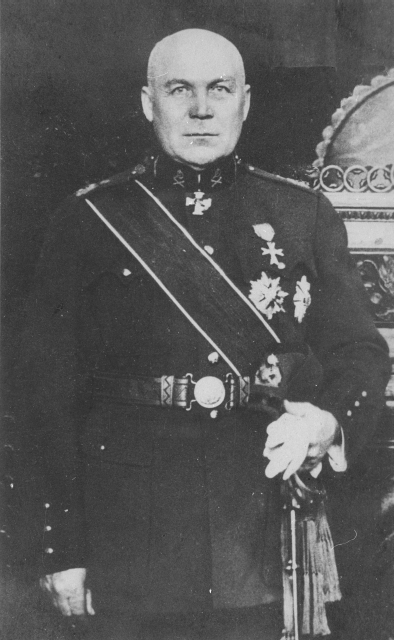
Генерал-майор Александер Тыниссон с лентой и звездой Орлиного креста 1-й степени с мечами; награждён 6 июня 1930

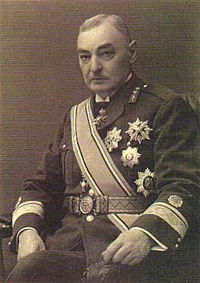
Генерал-майор Ханс Леэсмент со знаками Орлиного креста 2-й степени — крест на шее и звезда (верхняя); награждён 6 июня 1930

зк — золотой крест; ск — серебряный крест; жк — железный крест.
| Степени: | I    | II   | III   | IV    | V      | зк     | ск   | жк   | Всего          | иностр. |
| -------- | ---- | ---- | ----- | ----- | ------ | ------ | ---- | ---- | -------------- | ------- |
| 1996 год | —    | 1/—  | 1/—   | —     | —      | —      | —    | —    | 2              | 1       |
| 1997 год | —    | 2/—  | 10/—  | 27/—  | 22/—   | 16/—   | 8/—  | 17/— | 102            | 3       |
| 1998 год | —    | 1/—  | 19/—  | 16/—  | 21/—   | 13/—   | 12/— | 8/—  | 90             | 8       |
| 1999 год | —    | 3/—  | 10/—  | 19/—  | 9/—    | 5/—    | 5/—  | 2/—  | 53             | 13      |
| 2000 год | 1/—  | 3/—  | 9/—   | 10/—  | 30/—   | 13/—   | 5/—  | —    | 71             | 33      |
| 2001 год | 1/—  | 6/—  | 8/1   | 17/—  | 30/—   | 15/—   | 9/—  | 5/—  | 92             | 21      |
| 2002 год | 1/—  | 2/—  | 9/1   | 22/—  | 28/—   | 8/—    | 4/—  | 1/—  | 76             | 20      |
| 2003 год | 3/—  | 3/—  | 4/—   | 8/—   | 29/1   | 6/—    | 4/—  | 5/—  | 63             | 14      |
| 2004 год | 6/—  | 2/—  | 8/—   | 17/—  | 28/1   | 6/1    | 2/—  | 2/—  | 73             | 17      |
| 2005 год | 2/—  | 2/—  | 6/—   | 17/—  | 46/—   | 7/1    | 4/—  | 3/—  | 88             | 15      |
| 2006 год | 1/—  | 1/—  | 4/—   | 29/1  | 35/2   | 5/2    | 2/1  | 1/—  | 84             | 6       |
| 2007 год | 1/—  | 1/—  | 6/—   | 20/1  | 27/1   | 4/5    | 5/—  | —    | 71             | 11      |
| 2008 год | —    | 3/—  | 15/—  | 16/—  | 21/6   | 7/5    | 5/—  | 1/—  | 79             | 12      |
| 2009 год | —    | —    | —     | 1/3   | 7/1    | 1/10   | —    | —    | 23             | —       |
| 2010 год | 1/—  | —    | —     | 2/1   | 5/—    | 1/7    | 1/—  | —    | 18             | 1       |
| 2011 год | 2/—  | 4/—  | 5/—   | 3/—   | 6/—    | 3/4    | —    | —    | 27             | 15      |
| 2012 год | 2/—  | —    | —     | 8/—   | 1/1    | 6/2    | —    | —    | 20             | 3       |
| 2013 год | 1/—  | 1/—  | 1/—   | 3/—   | 5/—    | —/4    | —    | —    | 15             | 3       |
| 2014 год | 3/—  | 7/—  | 5/—   | 13/—  | 4/—    | 6/—    | —/2  | —    | 40             | 32      |
| 2015 год | —    | 1/—  | 1/—   | 2/—   | 4/—    | 2/—    | —    | —    | 10             | 1       |
| 2016 год | 1/—  | —    | —     | 2/—   | 2/—    | 2/—    | —    | 1/—  | 8              | 3       |
| 2017 год | 1/—  | —    | 1/—   | 4/1   | —      | —      | 1/—  | 2/—  | 10             | 2       |
| 2018 год | 2/—  | 3/—  | 2/—   | 5/—   | 3/—    | 2/—    | 1/—  | —    | 18             | 4       |
| 2019 год | 1/—  | —    | 2/—   | 5/—   | 5/—    | —      | —    | —    | 13             | 4       |
| 2020 год | —    | 1/—  | —     | 3/—   | 3/—    | —      | —    | 1/—  | 8              | —       |
| 2021 год | —    | 2/—  | 4/—   | 3/—   | 2/—    | —      | —    | —    | 11             | 2       |
| 2022 год | 1/—  | —    | —     | 4/—   | 3/—    | 1/—    | 1/—  | —/1  | 11             | 1       |
| Всего:   | 31/— | 49/— | 130/2 | 276/7 | 376/13 | 129/41 | 69/3 | 49/1 | 1176 (1109/67) | 245     |

зк — золотой крест; ск — серебряный крест; жк — железный крест; через косую черту указаны награждения: без мечей/с мечами.

## Степени ордена

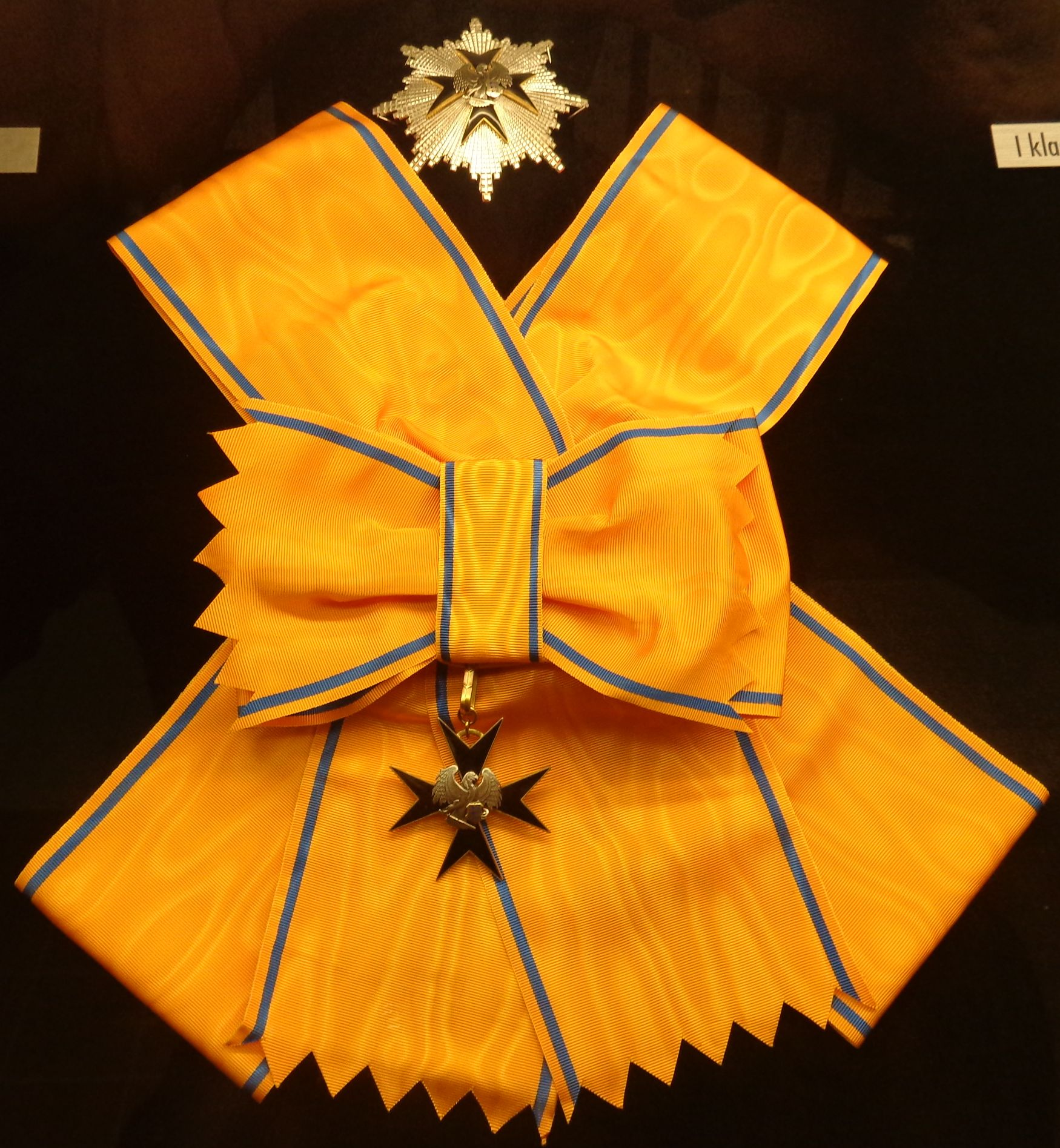
Знаки ордена 1-й степени

До 1936 года Орлиный крест состоял из 5 степеней. С 1936 года орден Орлиного креста состоит из 8 степеней:
 1-я степень (класс) — знак на широкой ленте через правое плечо и звезда на левой стороне груди;
 2-я степень (класс) — знак на ленте, носимый на шее, и звезда на левой стороне груди;
 3-я степень (класс) — знак на ленте, носимый на шее;
 4-я степень (класс) — знак на ленте с розеткой, носимый на левой стороне груди;
 5-я степень (класс) — знак на ленте, носимый на левой стороне груди;
 золотой крест — знак на ленте, носимый на левой стороне груди;
 серебряный крест — знак на ленте, носимый на левой стороне груди;
 железный крест — знак на ленте, носимый на левой стороне груди;

## Знаки ордена
Знаки ордена Орлиного креста всех степеней имеют одинаковый вид. В основу оформления знака ордена взята эмблема Союза обороны, наложенная на чёрный мальтийский крест.
Знаки 1-й степени
Крест на широкой ленте через правое плечо и звезда на левой стороне груди.
Крест — золотой, чёрной эмали, с раздвоенными концами (длина образуемого катета — 15 мм), диаметром 58 мм, ширина ободка 0,5 мм. На центр креста наложен серебряный оксидированный взлетающий орёл, держащий с правой лапе меч, а в левой — золотой щит с тремя лазоревыми леопардами (герб Эстонии). Ширина орла — 23 мм, высота — 19 мм, длина меча — 14,5 мм. На оборотной стороне креста в центре круглый медальон диаметром 10 мм чёрной эмали с узким золотым ободком. В центре медальона дата в три строки — «24 / II / 1928». На верхнем и боковых лучах креста с оборотной стороны нанесён золотом девиз ордена — «PRO / PAT / RIA». В разрезе верхнего луча креста имеется дужка, к которой крепится кольцо, через которое знак подвешивается к орденской ленте.
Звезда — серебряная с «бриллиантовой» огранкой, восьмиконечная (из 96 разновеликих лучей), диаметром 85 мм. На центр звезды наложен знак ордена диаметром 50 мм.
Лента — шёлковая муаровая оранжевая (137МС по международной системе цветов PANTONE) с синими полосками вдоль краёв. Ширина ленты — 105 мм для мужчин, 64 мм для женщин. Ширина синих полосок 4 мм, отстоящих на 4 мм от краёв.
Знаки 2-й степени
Крест на ленте на шее и звезда на левой стороне груди. Дамы носят крест на ленте в форме плоского банта на левой стороне груди. Крест и звезда такие же, как у 1-й степени. Ширина ленты 40 мм; ширина синих полосок 3 мм, отстоящих на 1,5 мм от краёв; по центру ленты — одна синяя полоска шириной 1 мм.
Знаки 3-й степени
Крест на ленте на шее. Дамы носят крест на ленте в форме плоского банта на левой стороне груди. Крест и лента такие же, как у 2-й степени.
Знаки 4-й степени
Крест на ленте на левой стороне груди. Крест такой же, как у 1-й степени, но диаметром 50 мм (длина катета разреза — 12,5 мм). Ширина ленты 35 мм; ширина синих полосок 3 мм, отстоящих на 1,5 мм от краёв. На ленту крепится круглая розетка, диаметром 22 мм, из такой же ленты.
Знаки 5-й степени
Крест на ленте на левой стороне груди. Крест и лента такие же, как у 4-й степени, но без розетки на ленте.
Знаки Золотого креста
Крест на ленте на левой стороне груди. Крест такой же, как у 4-й степени, но без эмали. Лента оранжевая шириной 35 мм, по центру три синие полоски шириной 1 мм каждая, отстоящие друг от друга на 2,5 мм.
Знаки Серебряного креста
Крест на ленте на левой стороне груди. Крест такой же, как у Золотого креста, но серебряный. Лента оранжевая шириной 35 мм, по центру две синие полоски шириной 1 мм каждая, отстоящие друг от друга на 6 мм.
Знаки Железного креста
Крест на ленте на левой стороне груди. Крест такой же, как у Золотого креста, но оксидированный железный. Лента оранжевая шириной 35 мм, по центру одна синия полоска шириной 1 мм.
Боевые отличия
При награждении за боевые заслуги к знакам ордена добавляются два скрещенных меча. Длина мечей для 1, 2 и 3-й степеней — 35 мм, для 4-й, 5-й степеней, золотого, серебряного и железного крестов — 33 мм. Длина мечей для звезды ордена — 85 мм.
На знаках ордена мечи крепятся через ушки на верхних концах креста (при этом дужка в разрезе верхнего конца креста отсутствует). Перекрестье мечей перехвачено колечком, через которое пропущено второе кольцо для крепления к ленте ордена.
На звезде мечи проходят через её центр, под наложенным на звезду знаком ордена.
Миниатюры ордена
Миниатюра ордена представляет собой уменьшенную копию знаков 5-й степени или соответствующего креста. Размер знака — 17 мм, ширина ленты — 15 мм, общая высота миниатюры — 50 мм.
Для повседневного ношения на гражданской одежде предусмотрены розетки из ленты ордена, а для ношения на мундирах — орденские планки.

## Иллюстрации

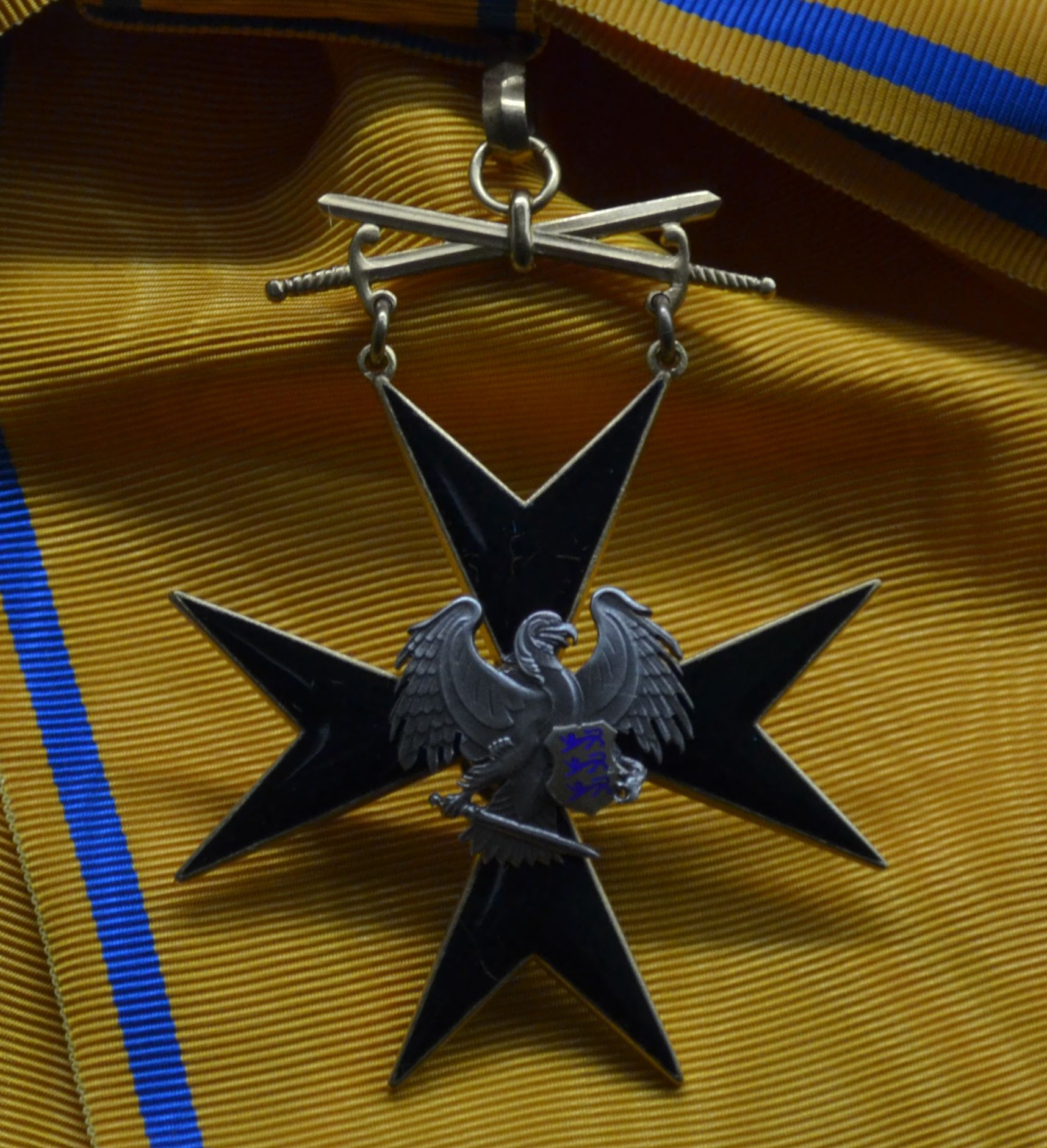
Знак 1-й степени с мечами
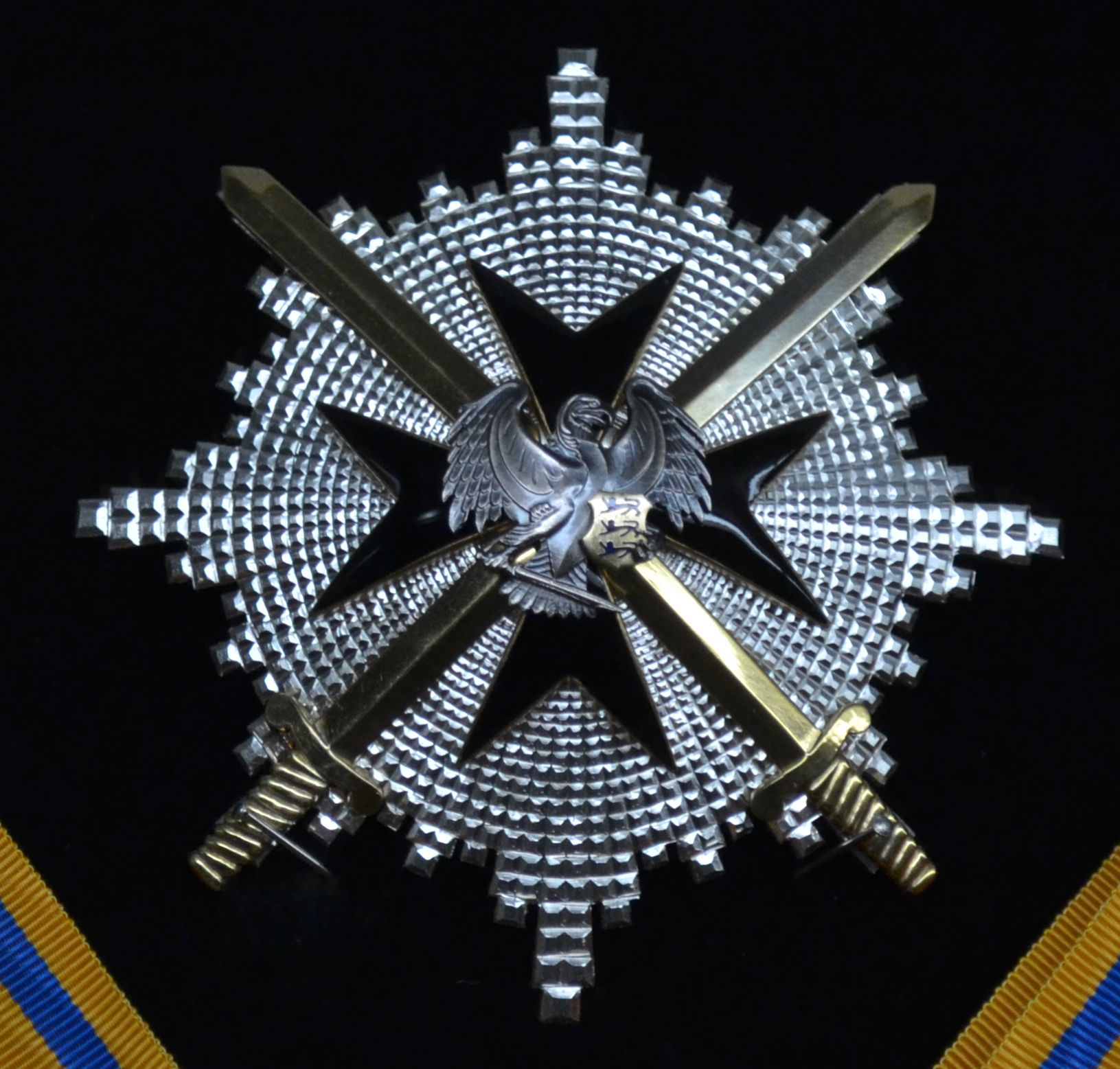
Звезда 1-й степени с мечами
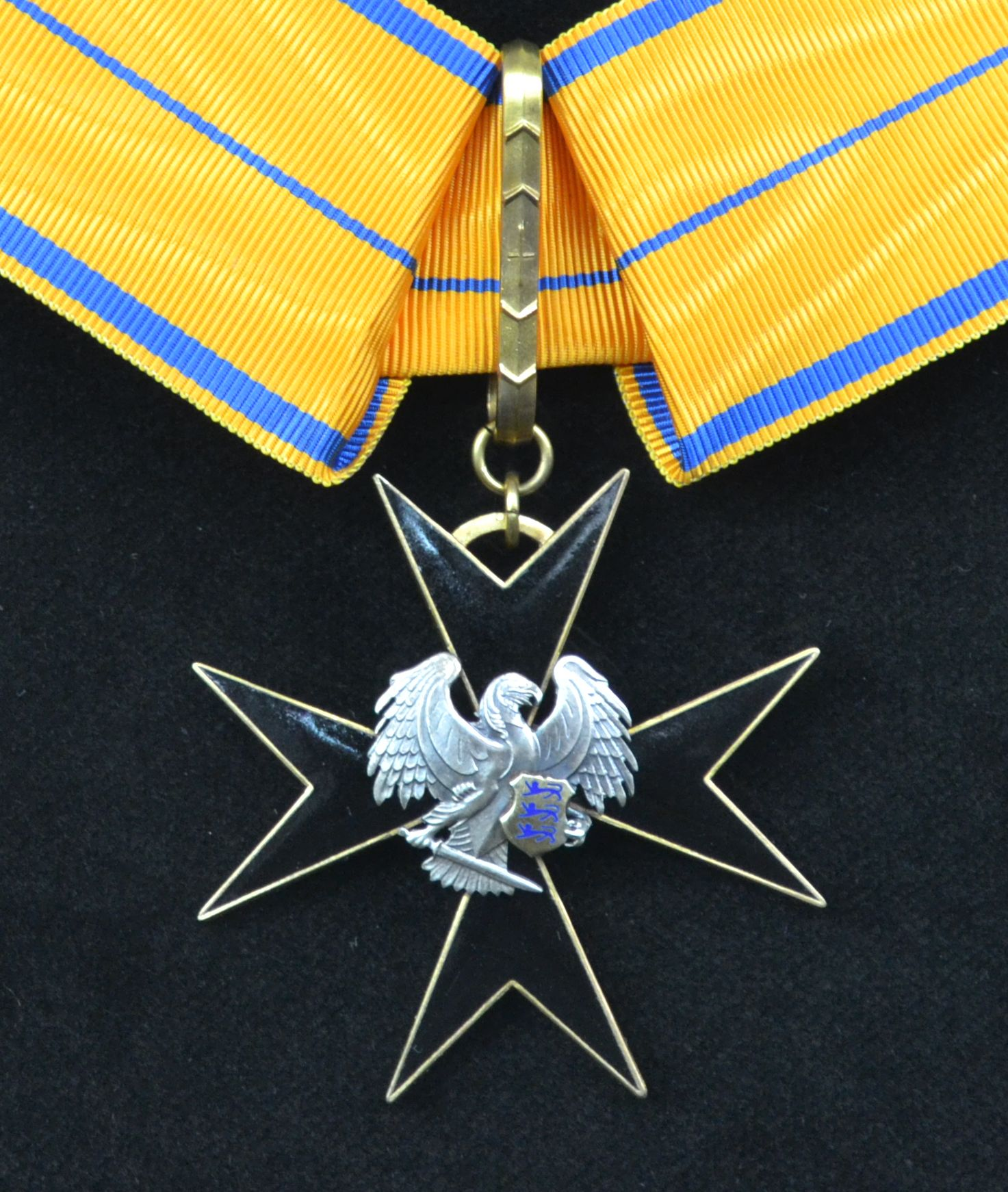
Знак 2-й и 3-й степени
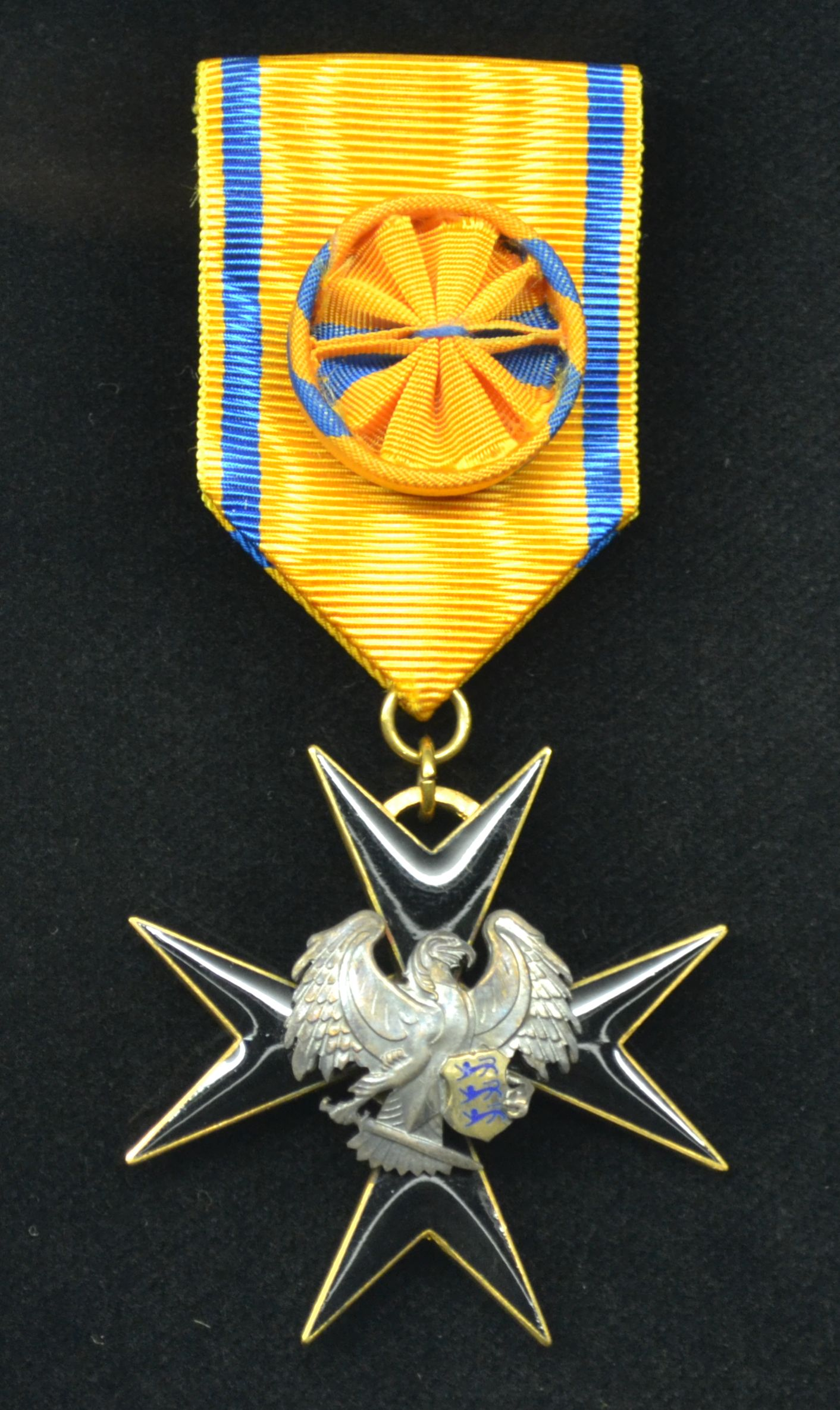
Знак 4-й степени
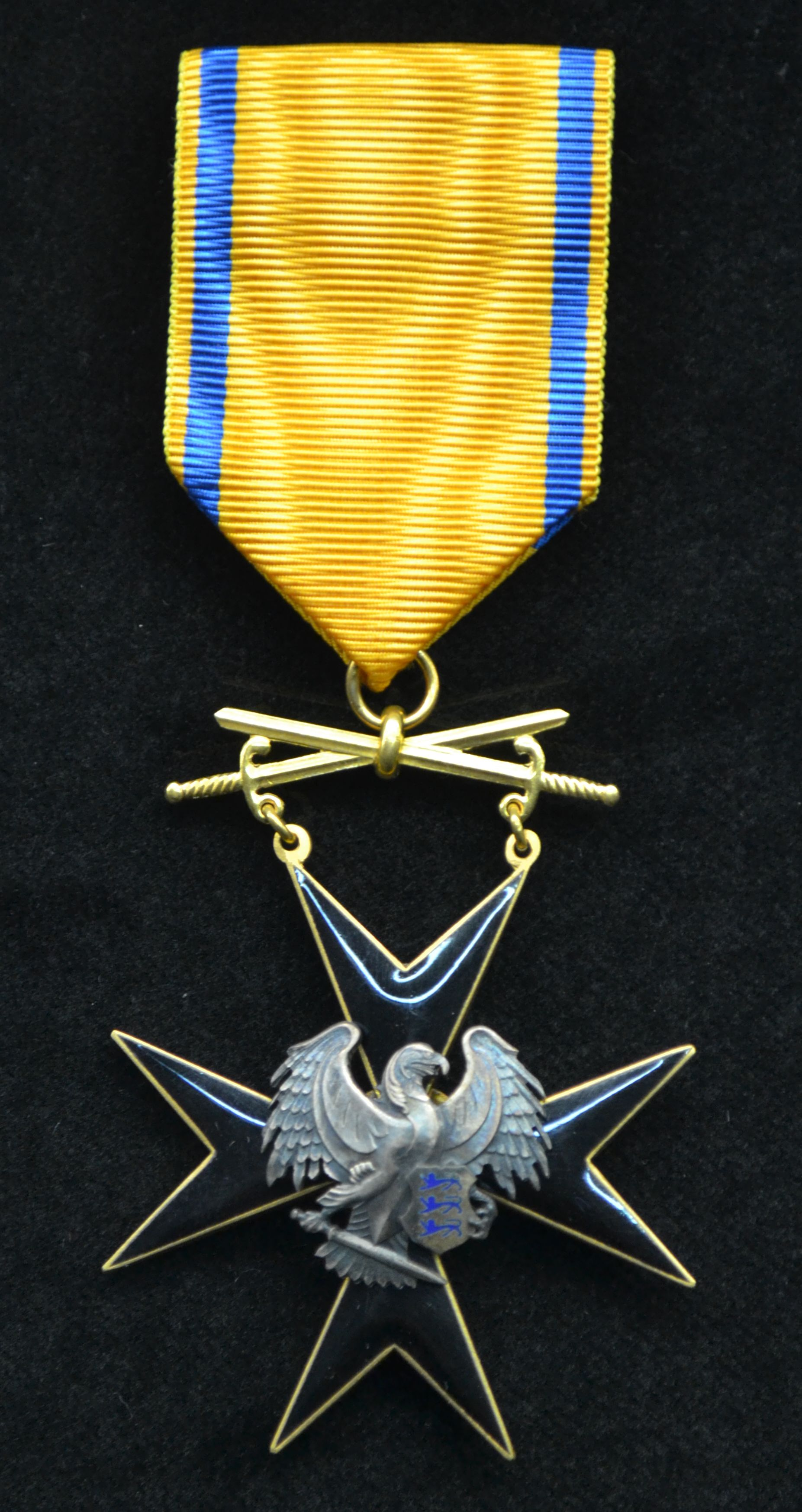
Знак 5-й степени с мечами
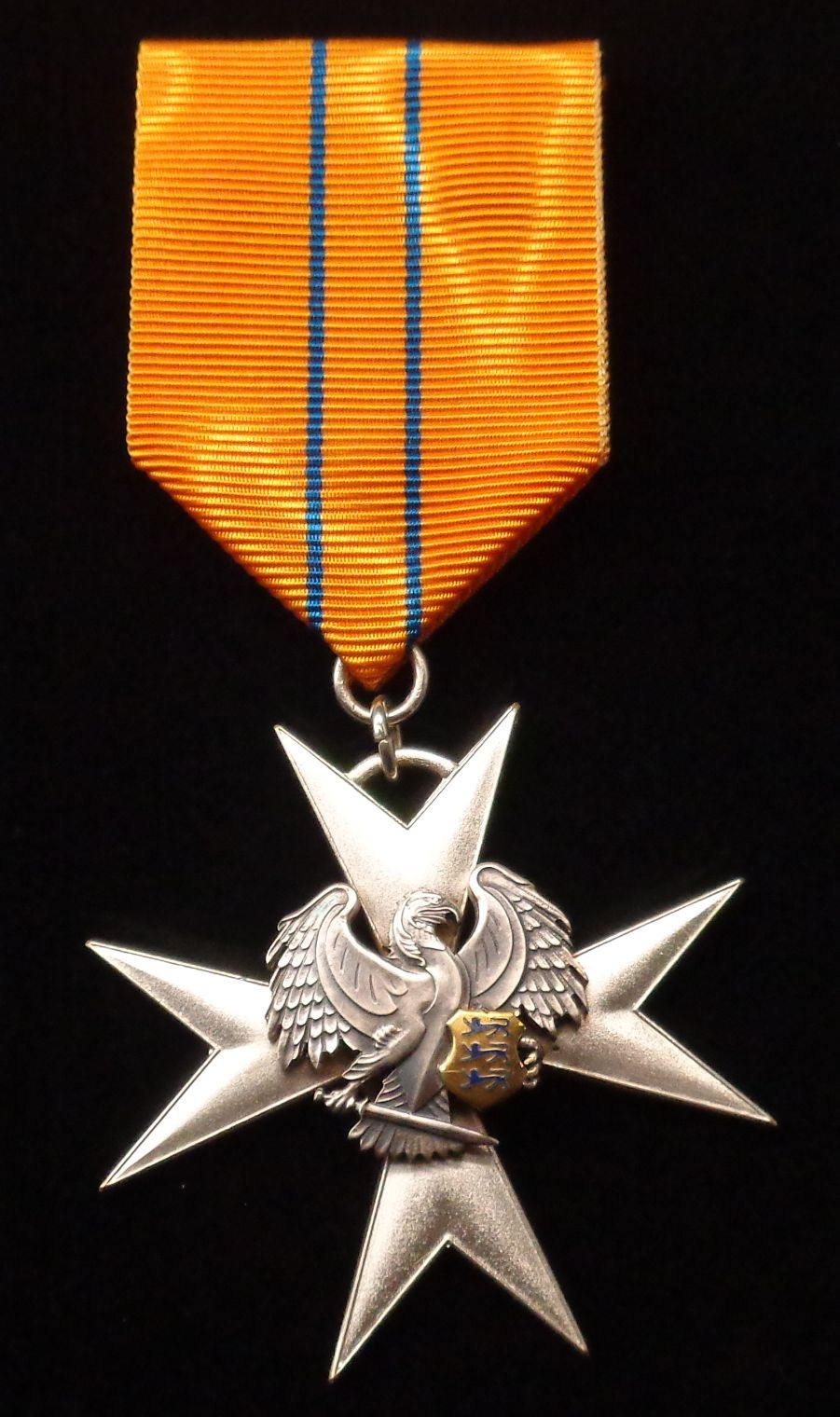
Серебряный крест
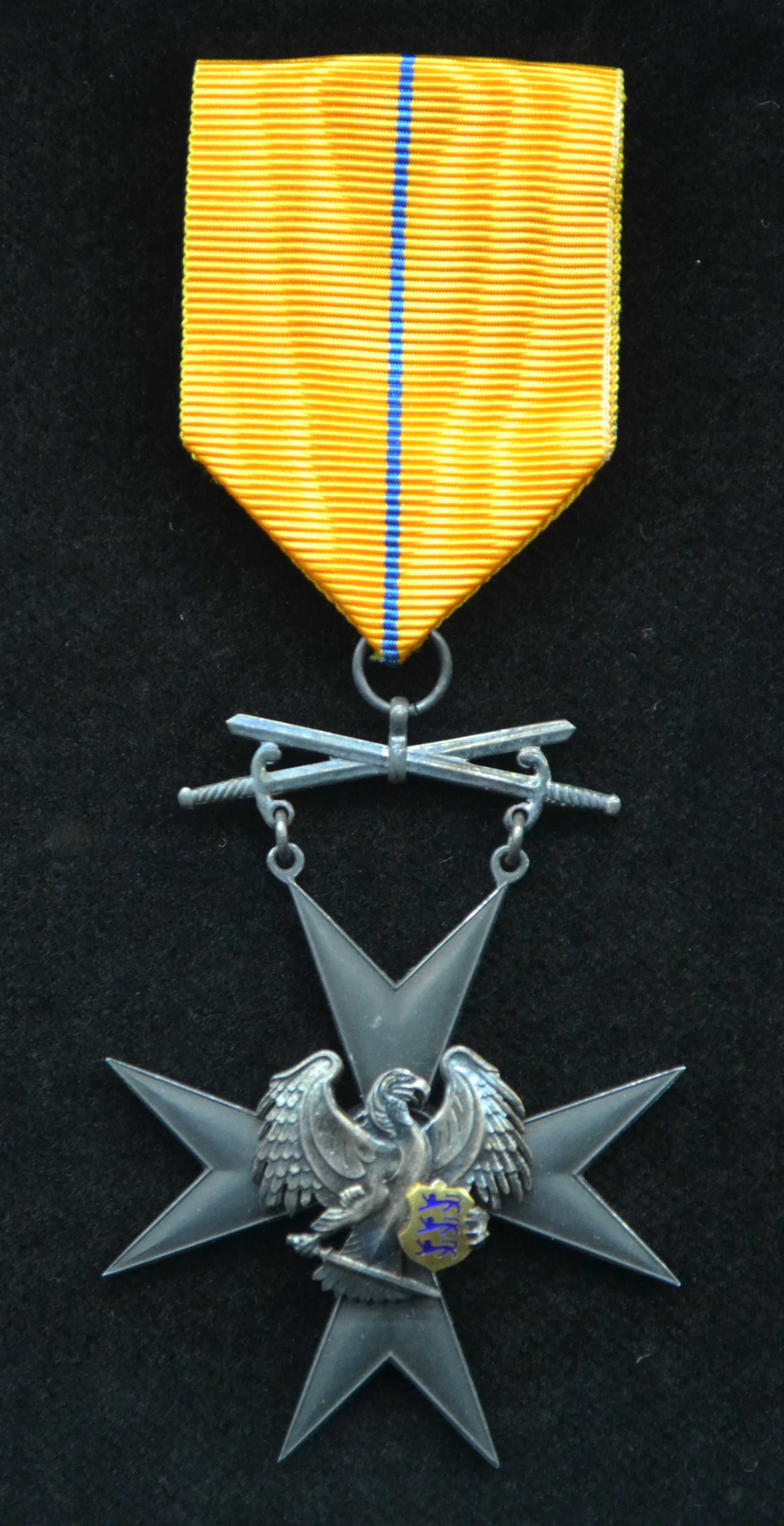
Железный крест с мечами